# 许师敬
许师敬（?—?），元朝大臣，字敬臣，怀孟路河内县（今河南省沁阳市）人，元泰定帝时中书右丞。他是理学家许衡的儿子。
许师敬历任监察御史、治书侍御史、吏部尚书。元仁宗皇庆元年（1312年），拜为中书参知政事。皇庆二年（1313年），受命领国子学，他和平章政事李孟、翰林学士承旨程钜夫等人议行贡举法。出为山东廉访使。泰定二年（1325年），奏请颁族葬制，禁用阴阳邪说，朝廷采纳。入朝为中书参知政事、中书左丞。他编成《帝训》一书，请求在经筵时进讲。泰定三年（1326年），泰定帝幸上都，命许师敬与乌伯都剌等居守大都。奉旨和翰林学士承旨阿怜帖木儿将书翻译成蒙古文，称之为《皇图大训》，给皇太子观览。泰定四年（1327年）升为中书右丞，后来转任翰林学士承旨、陕西行台御史中丞、内台御史中丞。

## 延伸阅读
[在维基数据编辑]
 《新元史/卷170》，出自柯劭忞《新元史》